# Asteriscium vidalii
Asteriscium vidalii là một loài thực vật có hoa trong họ Hoa tán. Loài này được Phil. mô tả khoa học đầu tiên năm 1894.